# Parcul Planty

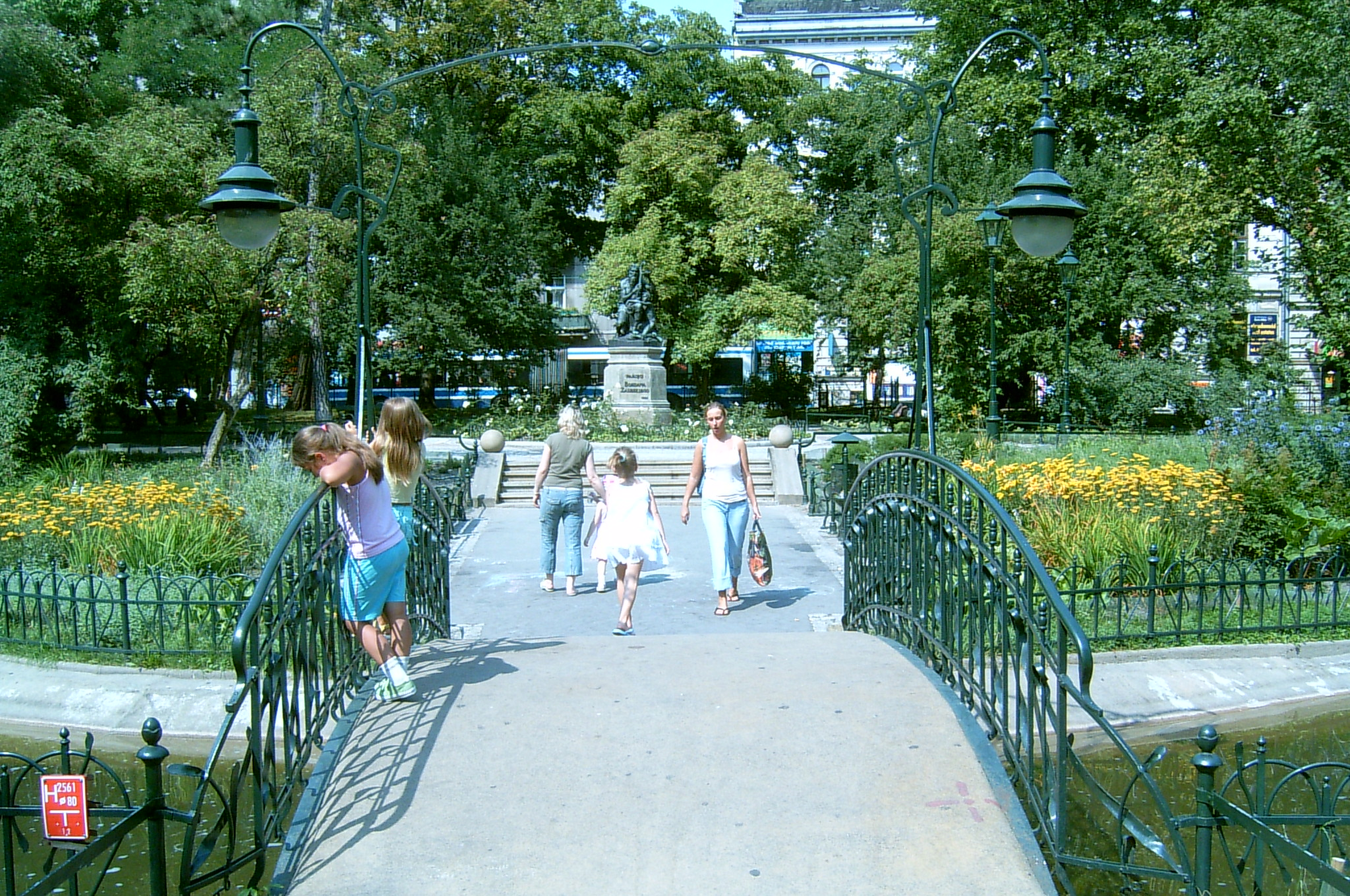
Parcul Planty, Cracovia

Harta Centrului istoric, parcul este reprezentat cu verde

Parcul Planty este unul dintre cele mai mari parcuri din Cracovia, Polonia.
Parcul înconjoară Stare Miasto (Orașul Vechi), unde zidurile medievale folosite pentru apărare s-au păstrat până la începutul secolului al XIX-lea. Orașul vechi, istoric nu trebuie confundat cu districtul administrativ nr 1 Stare Miasto, care se extinde mai departe spre est.
Parcul are o suprafața de 21.000 de metri pătrați (52 de hectare) și o lungime de 4 km (2,5 km). Acesta este alcătuit dintr-un lanț de treizeci de grădini mici, proiectate în stiluri variate și împodobite cu numeroase monumente și fântâni. Parcul formează o pasarelă pitorească populară. În timpul verii, stropit cu iazuri și având tarabe cu băuturi răcoritoare, parcul este un refugiu răcoros și umbros pentru străzile pline de viață din apropiere .

## Istoric
Centura verde (parcul) a fost înființată în locul zidurilor medievale și a șanțului care înconjura zidul între 1822-1830, ca parte a proiectelor de dezvoltare urbană pentru a păstra conceptul de "oraș-grădină".
De la începutul secolului al XIX-lea, orașul aflat în expansiune a început să iasă din limitele vechilor ziduri de apărare. Zidurile cetății erau în stare proastă din cauza lipsei de întreținere după partiția Poloniei. Ca rezultat, împăratul Francisc I al Imperiului Austriac a dispus demolarea vechilor fortificații. Cu toate acestea, în 1817 profesorul Feliks Radwański de la Universitatea Jagielloniană a reușit să convingă Senatul Republicii Cracovia să legifereze conservarea parțială a vechilor fortificații, și anume, Poarta Florian și barbacana, unul dintre cele trei astfel de avanposturi fortificate care au supraviețuit în Europa.

## Galerie

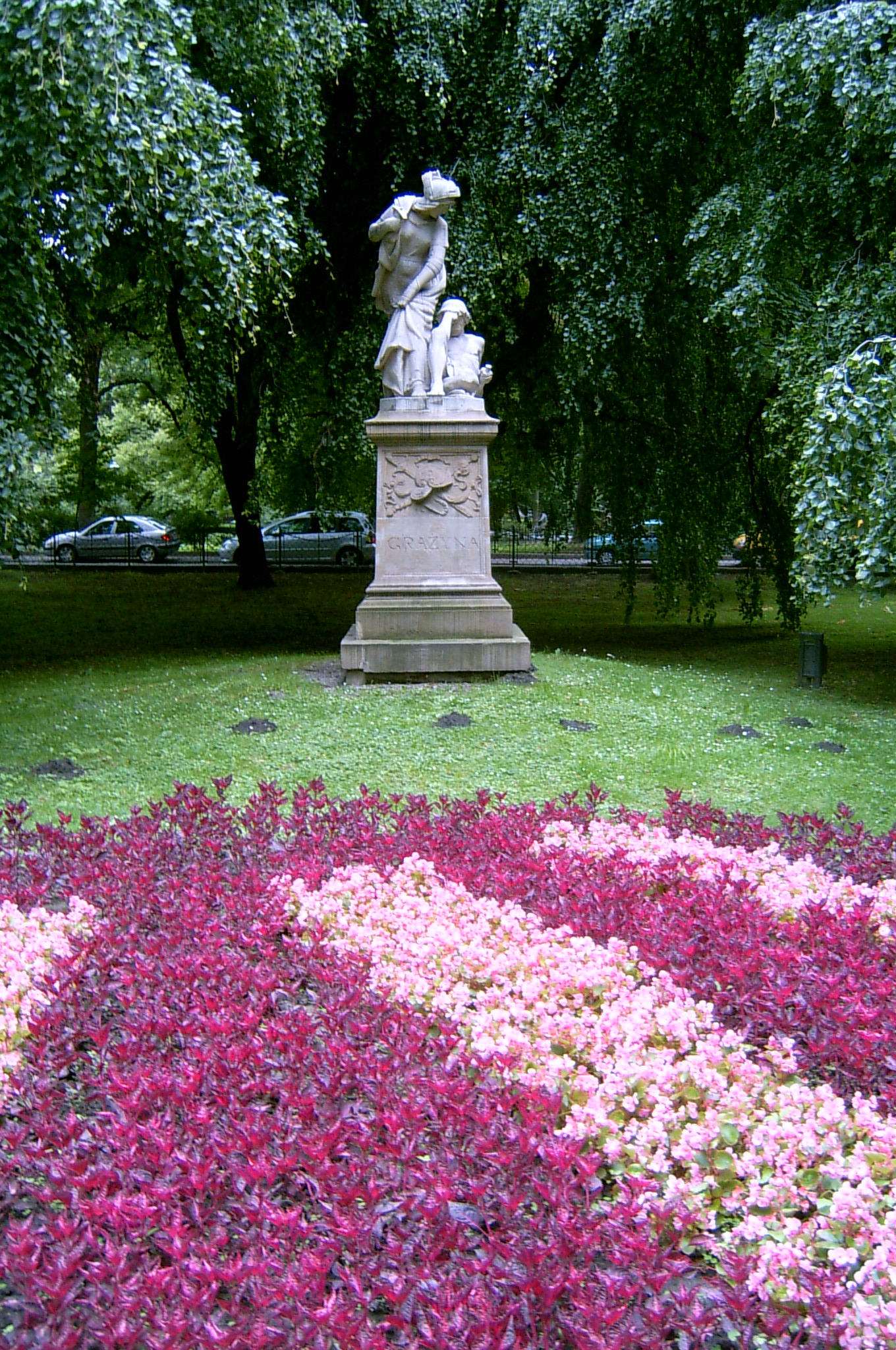
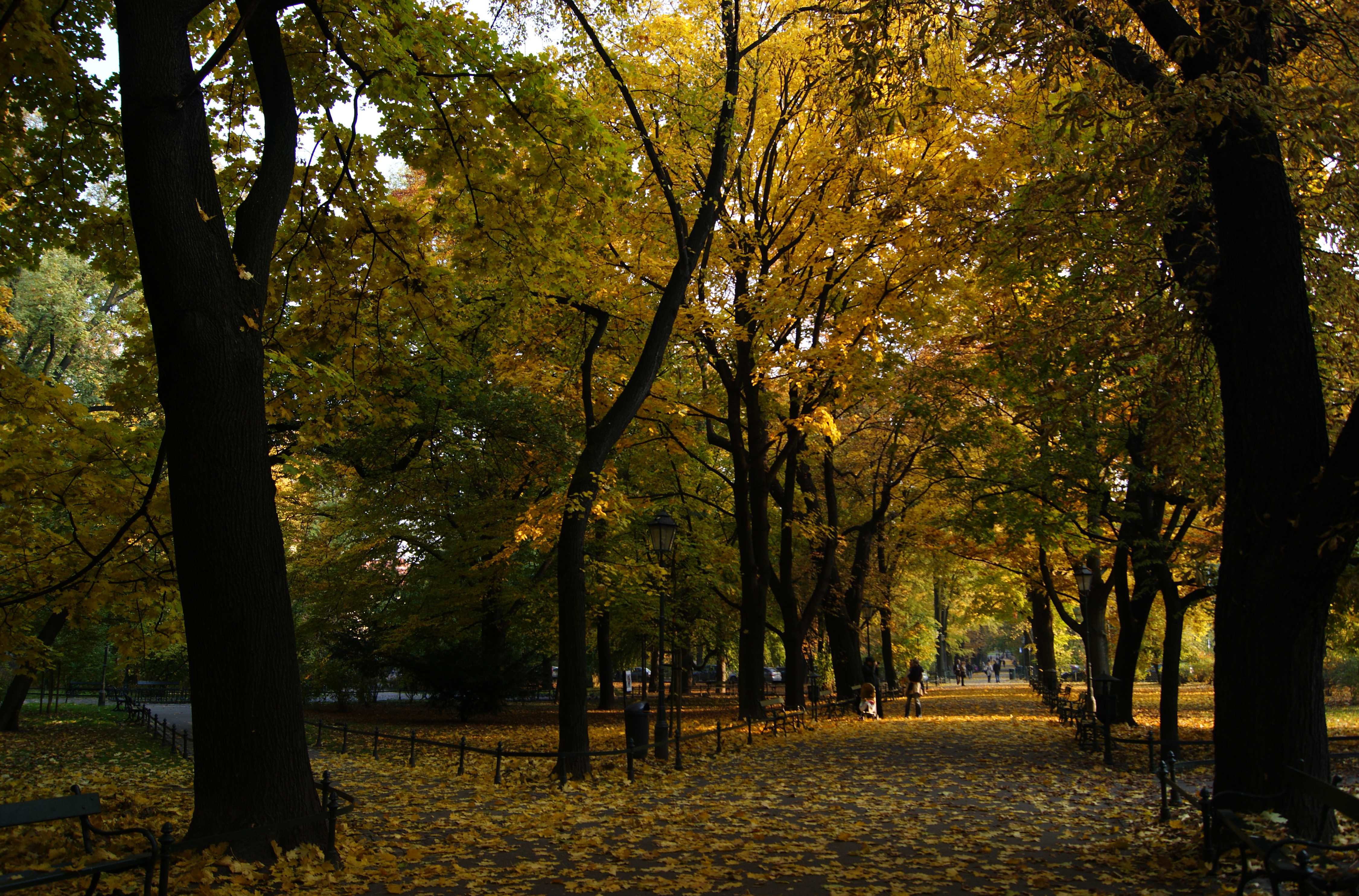
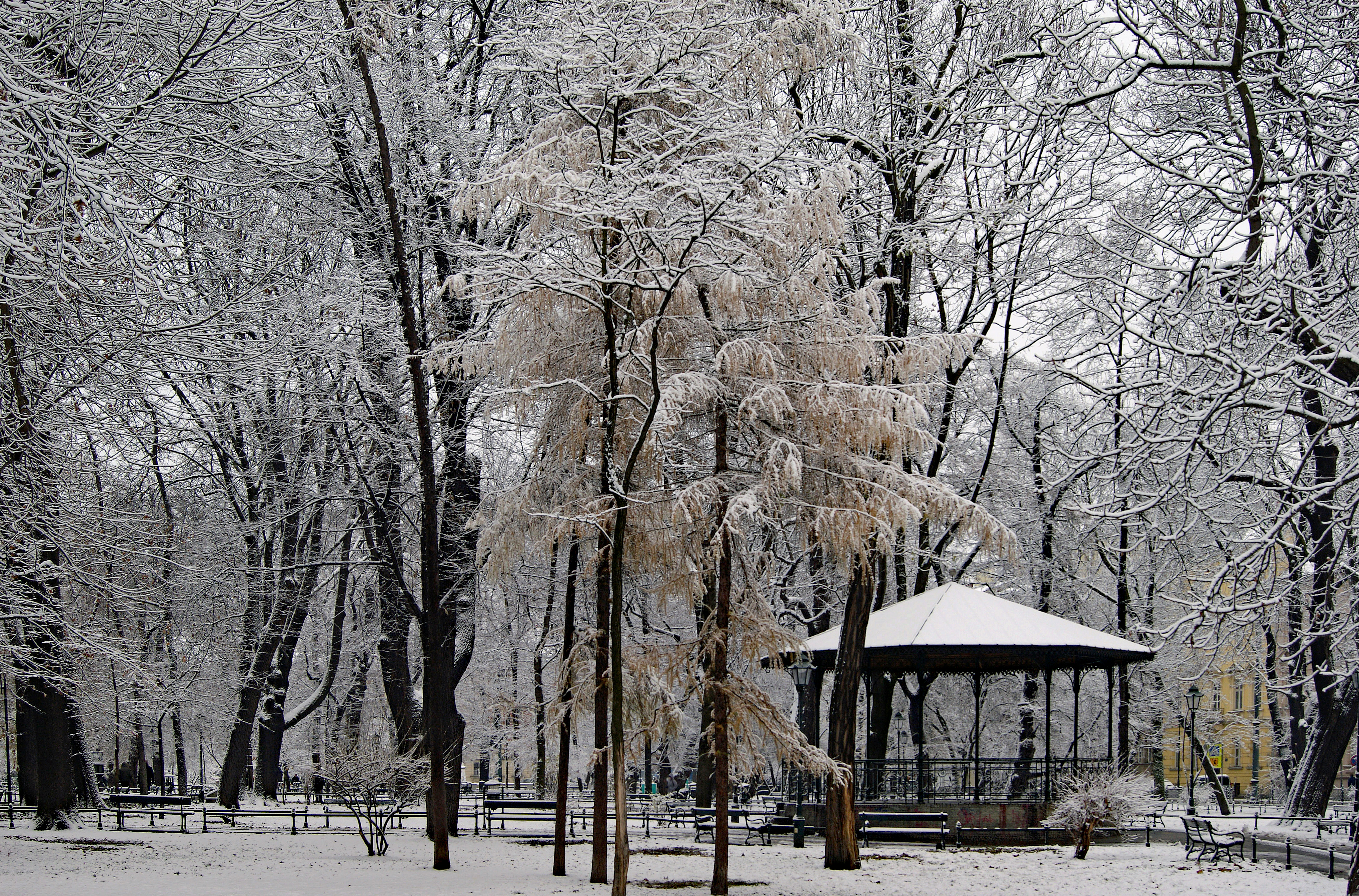
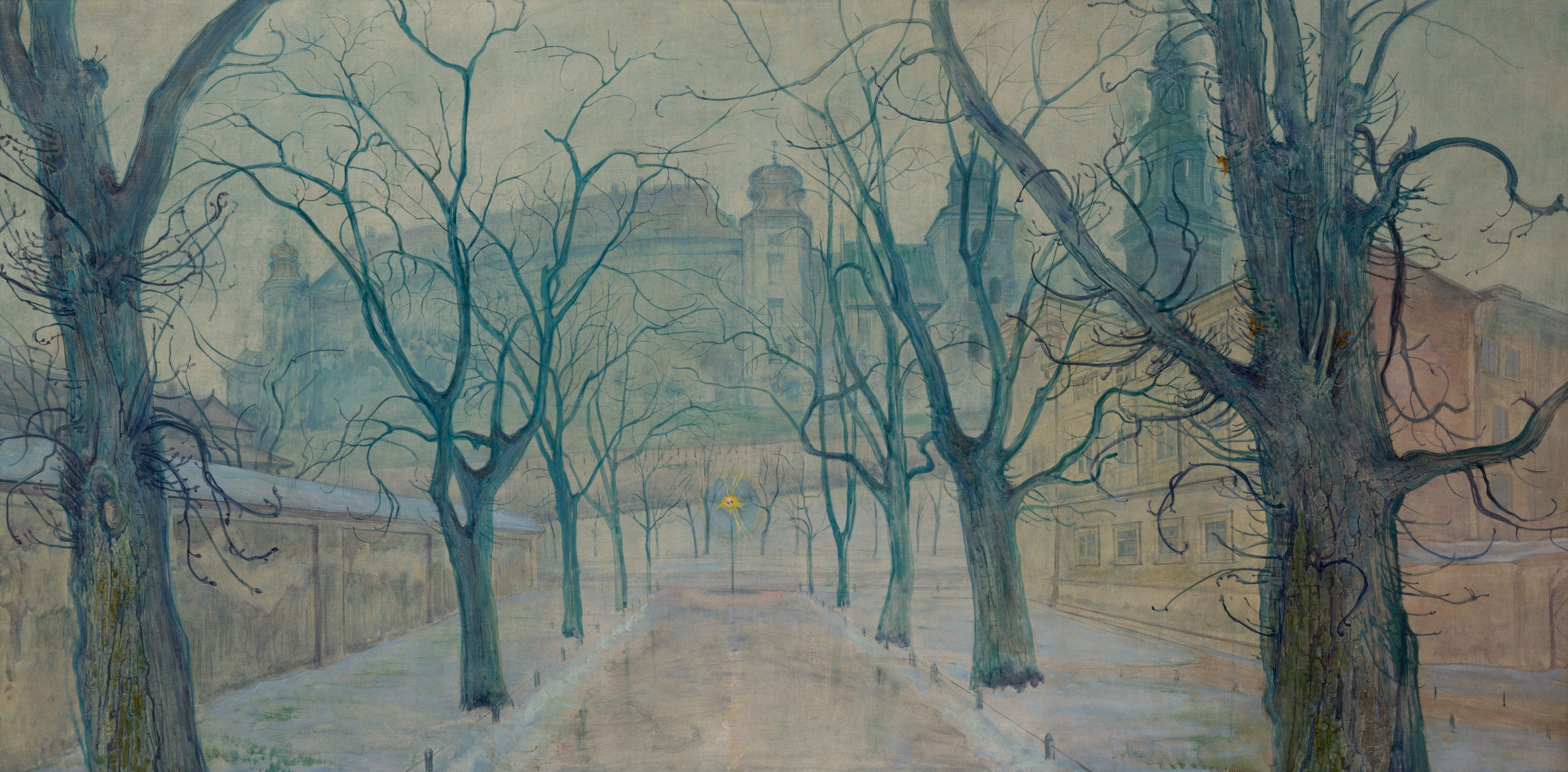
Parcul Planty, pictură de Stanisław Wyspiański
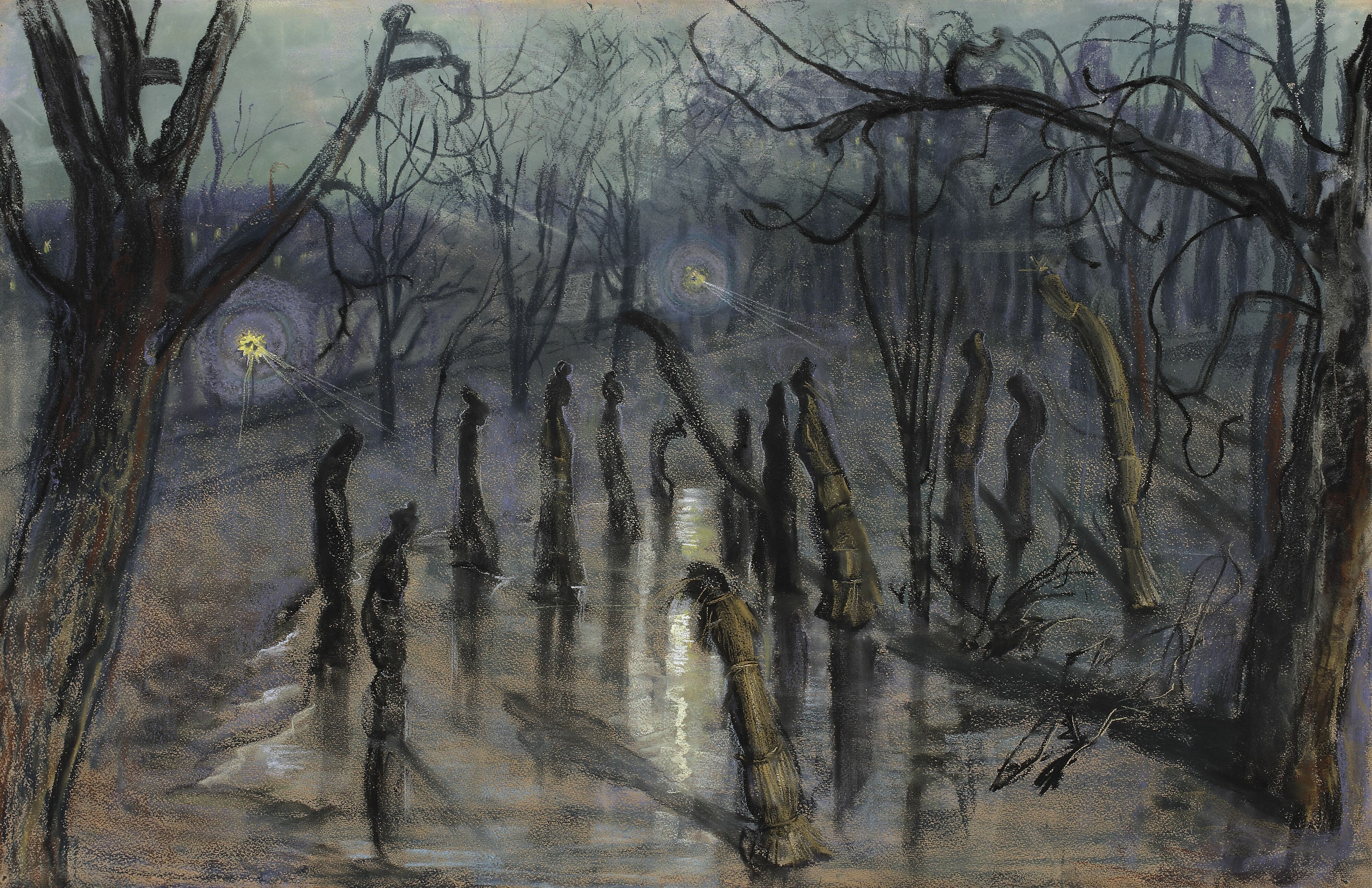
Parcul Planty noaptea, pictură de Stanisław Wyspiański